# John Henry Derbyshire
John Henry "Rob" Derbyshire (Chorlton-cum-Hardy, Manchester, 29 de novembre de 1878 – St Pancras, Londres, 25 de novembre de 1938) va ser un nedador i waterpolista anglès que va competir a cavall del segle xix i el segle XX i que va prendre part en els Jocs Olímpics del 1900, 1906, 1908 i 1912.
El 1900, als Jocs de París, va guanyar la medalla d'or en la competició de waterpolo, tot formant part de l'Osborne Swimming Club. Sis anys més tard, a Atenes, guanyà la medalla de bronze com a membre de l'equip britànic de relles 4x250 metres lliures, alhora que també participà en els 100 i els 400 metres lliures. El 1908, als Jocs de Londres, guanyà la medalla d'or com a membre de l'equip britànic dels relleus 4×200 metres lliures i fou segon en la seva sèrie dels 100 metres lliures, quedant eliminat. El 1912, a Estocolm, va ser tercer en la seva sèrie dels 100 metres lliures, quedant eliminat.
El 1921 va ser un dels membres fundadors del Penguin Swimming Club, que el 1976 es transformaria en el Hammersmith Penguin Swimming Club amb la unió amb el Hammersmith Ladies Swimming Club (fundat per la seva muller Alice el 1916), i que el 2006 passà a anomenar-se West London Penguin Swimming and Water Polo Club.